# Крупка весенняя
Крупка весенняя (лат. Draba verna) — небольшое однолетнее травянистое растение, вид рода Крупка (Draba) семейства Капустные (Brassicaceae). В литературе и интернет-источниках в основном встречается под устаревшим синонимичным названием Веснянка весенняя (Erophila verna).

## Ботаническое описание
Однолетнее травянистое растение высотой (2)5–10(27) см. Ранневесенний эфемер.
Стебли безлистные. Листья в прикорневой розетке, продолговатые, ланцетные или обратнояйцевидные, сидячие. Край цельный или слегка зубчатый. Опушение редкое, волоски ветвистые.
Чашелистики 1–2,25 мм длиной, лепестки двураздельные, белые или бледно-фиолетовые, 1,75–4 мм. Цветоножки увеличиваются при плодоношении до 30 мм. Цветки раскрыты только в солнечную погоду. Цветение в средней полосе России в марте-апреле.
Плоды — стручочки продолговато-эллиптической формы, 5–10 мм длиной. Створки с одной жилкой.
Семена коричневые с рыжеватым оттенком, почти круглые, либо овальные, до 0,6 мм длиной, 0,3–0,5 мм шириной.
Хромосомное число 2n=14–64.

## Распространение и экология
Природный ареал охватывает всю территорию Европы, Балканы, восточное Средиземноморье, Иран, Кашмир, Средняя Азия, Северная Африка. В Северной Америке — заносное. В России встречается в европейской части и на Кавказе. Вид включен в ботанический атлас растений Ленинградской области.
Произрастает на сухих и песчаных местах, у дорог, в степях, на лугах, в посевах. В гористой местности поднимается до высоты 1800 м над уровнем моря.

## Классификация

### Таксономия
Draba verna L., 1753, Sp. Pl. : 642
Вид Крупка весенняя относится к роду Крупка семейства Капустные (Brassicaceae) порядка Капустоцветные (Brassicales). Кладограмма в соответствии с Системой APG IV по состоянию на июнь 2023 года:
|  |                                      |  |                                   |                                   |                     |  | ещё 16 семейств | ещё 16 семейств |                     |  |                         |  | еще 465 подтвержденных видов и 55 видов, ожидающих подтверждения | еще 465 подтвержденных видов и 55 видов, ожидающих подтверждения |  |
|  |                                      |  |                                   |                                   |                     |  | ещё 16 семейств | ещё 16 семейств |                     |  |                         |  | еще 465 подтвержденных видов и 55 видов, ожидающих подтверждения | еще 465 подтвержденных видов и 55 видов, ожидающих подтверждения |  |
|  |                                      |  |                                   | порядок Капустоцветные            |                     |  |                 |                 | род Крупка          |  |                         |  |                                                                  |                                                                  |  |
|  |                                      |  |                                   | порядок Капустоцветные            |                     |  |                 |                 | род Крупка          |  | 2 внутривидовых таксона |  |                                                                  |                                                                  |  |
|  | отдел Цветковые, или Покрытосеменные |  |                                   |                                   | семейство Капустные |  |                 |                 | вид Крупка весенняя |  |                         |  |                                                                  |                                                                  |  |
|  | отдел Цветковые, или Покрытосеменные |  |                                   |                                   |                     |  |                 |                 |                     |  |                         |  |                                                                  |                                                                  |  |
|  |                                      |  | ещё 63 порядка цветковых растений | ещё 63 порядка цветковых растений |                     |  |                 | ещё 354 рода    | ещё 354 рода        |  |                         |  |                                                                  |                                                                  |  |
|  |                                      |  |                                   | ещё 63 порядка цветковых растений |                     |  |                 |                 | ещё 354 рода        |  |                         |  |                                                                  |                                                                  |  |